# Tipula styligera
Tipula styligera är en tvåvingeart som beskrevs av Alexander 1927. Tipula styligera ingår i släktet Tipula och familjen storharkrankar. Inga underarter finns listade i Catalogue of Life.